# Vicente Ramón Roca
Vicente Ramón Roca Rodríguez (Guayaquil, 30 de desembre de 1792, Cuenca, 12 de gener de 1858) va ser President de l'Equador des del 8 de desembre de 1845 fins al 15 d'octubre de 1849. Va liderar la Revolució Marcista, juntament amb José Joaquín de Olmedo i Diego Noboa.
La seva primera administració va ser en el Triumvirat Marcista. Va ser el primer president de l'Època Marcista. Va governar amb la Constitució de 1845.